# Bebek család

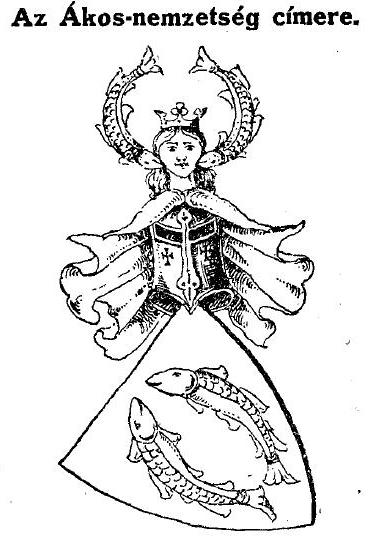
Az Ákos nemzetség középkori címere

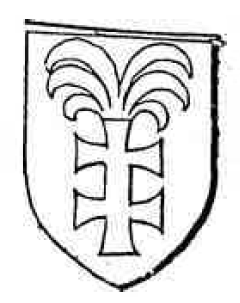
Bebek-címer

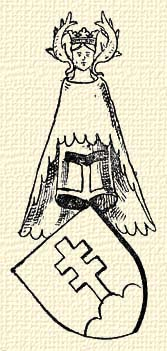
Pelsőci Bebek-címer

A Bebek család az Ákos nemzetségből származó, történelmi család volt. Első ismert tagja Máté, akinek fiai voltak Detre és Fülöp. Mindketten hű alattvalói és kiszolgálói IV. Bélának. Detre a tatárjárás idején végig a király mellett harcolt, és meg is sebesült a csatában, de ez nem akadályozta abban, hogy a tatárok által üldözött királyt végigkísérje menekülésében, le egészen a dalmát tengerpartig. IV. Béla a Bebek és Csetneki családok részére, 1243-ban kelt adománylevele szerint Gömörben adott birtokokat. Detre testvére, Fülöp, Kemluk várát védte sikeresen a tatárok ellen. Fülöpnek nem volt utóda, Detrének pedig Domokos, Miklós, László, János és Péter voltak a fiai. Ezek közül Domokos volt az első, akit már Bebeknek vagy Bubeknek hívtak. Így Domokos lett a pelsőci Bebek ág alapítója. Péternek és Lászlónak Csetnek jutott és az ő leszármazottai lettek a csetnekiek. A család idővel csetneki és pelsőci ágakra vált szét. A pelsőci ág további ága a vámosi, … A Bebek család az újkorban kihalt.

## Mihályfalusi Forgon Mihály-féle verzió
Hatalmas főúri család, amelynek ősei az Ákos nemzetségből származnak. Múltjuk egészen a honfoglalásig nyúlik vissza. Ősi szállásaik a Pest megyei Ákosmonostora és környéke, a mai monostori puszta és a Kraszna vármegyei Ákosmonostora. A nemzetség még a vezérek korában elágazhatott, mert ameddig az okleveles emlékek visszavisznek bennünket, az Ákos nemzetségnek már hat önálló ágával találkozunk.
Ennek az ősi magyar nemzetségnek két ága, a Bebek és a Cselénfi ág Gömör vármegyében gyökeresedett meg. A Bebek-ágból, mely a tatárjárás után a Sajó völgyének felső részét, a pelsőci és csetneki uradalmakat szerezte meg, a Bebek és a Csetneky család származik, a Cselénfi ágból pedig a Méhi vagy Panyiti és a Sághi család sarjadzik.
A Bebek-ág már a tatárjárás előtt birtokos lehetett a megyében, de itteni hatalmas birtokaihoz csak 1243-ban jutott. A tatárjárás alkalmával az Ákos-nembeli Máté fiai, Szár Detre és Fülöp ispán nagy szolgálatokat tettek IV. Béla királynak. Szár Detre a muhi csatában kétszer tört csapatával a tatárok soraiba; kísérői mind elhulltak, míg végül az erős vitéz is menekülni kényszerült. IV. Béla oldalán ment Ausztriába, majd Dalmáciába. Fülöp ispán pedig a kemléki várat védte meg a mongolok ellen. A tatárok elvonulása után a király megjutalmazza derék híveit. Szár Detre és Fülöp testvérek 1243-ban a következő nagy gömöri jószágokat kapták IV. Bélától: I.) Pelsőcöt a hozzá tartozó uradalmakkal, Csetneket, Tapolcát, Somkútot, Mirket, Ardót, Lekenyét és a Sajó felső folyásánál, Dobsina környékén elterülő rengeteg erdőségeket; melyek előbb a Miskolcz-nembeli Bors ispánéi voltak, de magvaszakadása révén a koronára szálltak. II.) Berzétét, mely a király tulajdona volt, III.) a gömöri várhoz tartozó Kövi és Lice falukat. Ezek az óriási javak a Sajó völgyének Lekenyétől egész északra eső részét magukba foglalták, a Csetnek völgyét is beleszámítva. A gömöri javakon kívül azonban még az ősi szállások vidékén, a Kraszna, Er és Berettyó mentén (Vasad és Kassad), aztán Tótország területén is voltak birtokaik.
Szár Detrének Benedek nevű fia terjeszti tovább a Bebek-ágat. Benedeknek fiai 1318. február 2-án osztoznak meg nagy birtokaikon, de mivel János testvérük időközben a Csák Máté fogságából kiszabadult, 1320-ban újra megosztoznak. Bebek Domokos kapja Pelsőcöt és az általa 1318-20 között emelt várat, az ardai ólombányát, Licét, Deresket, Páska- házát, Veszverést és a borsodi Sajóvámost. Kun Miklós és László (a csetneki ág őse) Csetnek keleti és déli részét, Restért, Gecefalvát, Pétermányt, Marcellusfalvát, Sebespatakot, Kuntaplocát, Tornovát, Ardót, Lekenyét, Panyitot, aztán a Borsod megyei Külvámost, Pálfalvát kapják. János és Péter testvérek osztályrésze pedig: Csetnek egyharmada,
Ochtina, Rochfalva, Szlabos, Gencs, Gacsalk, Rozlozsna, Somkút, Kövi, Nandrás, Vigne (?), Tótfalva, a Borsod megyei Pacot és Kövi vára.
A testvérek közül Domokostól a Bebek, Lászlótól pedig a Csetneki család származik.
A család hosszú ideig perelt a Máriássy és Gömöri családok őseivel, akik Bebek Domokostól és testvéreitől megszerezték Krasznahorka és Berzéte várakat. A testvérek közül Kun Miklós és László nem egyezett bele a várak elidegenítésébe. A hosszú pernek egyezséggel vetettek véget. A Bebek és Csetneki testvérek utódai a Máriássyaknak engedik át Berzéte várát, Kőrös és Rudna falukkal, de Krasznahorkát Szalóccal, Rakoncással, Pacsával és Hosszúréttel visszakapták.
Bebek Domokosnak fiai közül István 1346-ban hevesi, 1351-ben pedig liptói főispán és az országos törvényszék tagja. 1352-ben Bele ostrománál nagy hőstetteket visz véghez. Ebben a csatában ugyanis mint királyi zászlótartó vett részt. Négy zászlót törtek el a kezében; mellőle mindenki elmenekült, de ő továbbra is rendíthetetlenül állt, pedig már nem volt, aki ötödik zászlót nyújtott volna neki/ 1360-69-ig országbíró. Tőle származik a Bebek család első ága.
Testvére Bebek György hevesi főispán és makovicai várnagy. Ennek a fia II. Bebek Detre, a híres nádor; 1383-ban báni helyettes Dalmáciában és Horvátországban; 1390-ben szlavóniai, 1392-ben Szörényi bán, 1392- től 1401-ig nádor. 1401-ben letették, mivel Bebek Imrével a Zsigmond elleni összeesküvésben vett részt. Az elégületlen országnagyok ugyanis Nápolyi Lászlót hívták meg magyar királynak, akit a pápa is pártolt. Nápolyi László betörésének azonban kevés sikere lett. A mozgalom fejei a Bebekekkel együtt meghódoltak Zsigmondnak.
Bebek Detrének Péter nevű fia 1424-ben a székelyek ispánja, 1430- ban Borsod főispánja és tárnokmester. Még 1413-ban az a panasz merült fel ellene, hogy testvérével, Miklóssal csorbakői várnagyuk által a Putnokyak dusnoki jószágából egy részt edelényi birtokukhoz foglaltattak.
Bebek Detre testvére, I. Imre 1379–82-ig horvát és dalmát bán, Lodomér és Galícia helytartója, később országbíró és erdélyi vajda. Neje halála után, akitől László és András nevű fiai származtak, a jeruzsálemi Szent János-rendbe lépett, később aurániai perjel és dubici gróf lett. A Zsigmond elleni összeesküvésnek és felkelésnek egyik főembere. A király ugyan később kegyelmébe fogadta, de a perjelséghez tartozó birtokok egy részét elvette tőle.
Nagy Iván szerint I. Imrének András nevű fiától származott II. Imre és László. M. Barna Mihály azonban a homonnai Drugeth- és Csáky-levéltárak adatai nyomán ezeket Lászlótól származtatja.
II. Imre erdélyi vajda 1448-ban a rigómezei ütközetben esett el. Gyermekei közül Jób és Pál magtalanul haltak el, Orsolyát Korvin Mátyás híres nádora, Szapolyai Imre szepesi gróf, Zsófiát pedig homonnai Druget István vette feleségül. Bebek Imre özvegye, Palóczi Veronka 1455. július 25-én Hunyadi Jánosnak zálogosította el Kolozs és Doboka megyei nagy jószágait, abban az 1160 forintban, amelyet Hunyadi Jánostól Jolsva várának kiváltására felvett.
I. István hős zászlótartó utódai közül II. György királynéi tárnokmester, aki 1371-ben László öccsével Gombaszögön Szűz Mária tiszteletére pálos rendi monostort alapított, melyet nagy jószágokkal ajándékoztak meg. II. Bebek György a görgői templomban nyugszik. Testvére, I. László abaúji főispán és királynéi tárnokmester. 1408 körül a pelsőci templomban helyezték örök nyugalomra, ahol címeres sírköve ma is látható. Ennek fia, I. János 1401-ben királyi főlovászmester, 1410-ben főtárnokmester. Fia, II. István Hunyadi Jánosnak titkos ellensége volt. 1451-ben Hunyadival Giskra ellen harcol, de titkon a csehekkel egyetért, s a csata hevében csapatával megfutamodik. Egy ágyúgolyó azonban a csata alatt halálosan megsebesítette. Hunyadi ellen összeesküvést is tervezett, melyről halálos ágyán bűnbánóan emlékezett meg. III. György nevű fiától származott
II. János unokája, aki 1495-ben főpohárnokmester volt. Ennek két fia ismeretes a történelemben, III. Bebek Ferenc és III. Imre.
Bebek Imre gyulafehérvári prépost és II. Lajos magyar király titoknoka. Az ő korára esik a mohácsi csata és az azt követő zavaros belviszályok. Bebek Imre testvérével, Bebek Ferenccel eleinte Ferdinánd-párti volt. Ezért 1527. november 6-án Szapolyai Jánosnak összes gömöri és tornai javait ők kapják a bécsi udvartól adományba. A következő év január 25-én pedig azokért az érdemekért, melyeket a Bebek testvérek a Szapolyai-párt ellen szereztek, a hűtlen Máriássy Ferenc és Máté javait, Berzétét, Kőröst, Rudnát, aztán Szapolyai János berzétei kastélyát kapják I. Ferdinánd magyar királytól.
A Bebek testvérek azonban nemsokára János király pártjára álltak. Bebek Imre prépost 1534-ben a reformáció híve lett, sőt mi több, meg is házasodott, krétai Arbanáz Ilona nevű görög nőt véve feleségül. Ezért János király el is záratta, de nemsokára kiszabadult. 1541-ben János király halálakor a kincstárt és a király koporsóját őrá bízták.
Testvére, Bebek Ferenc Gömör megye örökös főispánja, felső-magyarországi főkapitány, Krasznahorka, Fülek, Salgó, Boldogkő, Szádvár váraknak örökös ura, 1532-től szintén János-párti lett. 1537-ben azonban már Ferdinánd mellett harcol, Egert is elfoglalja, amiért a király vejét, Perényi Ferencet nevezi ki egri püspökké.
1555 elején Bebek Ferenc és fia, Bebek György, ismét Izabella és János Zsigmond mellett ragadnak fegyvert. A király sokszori elpártolásukon megbotránkozva, az 1556. január 1-re összehívott országgyűlés elé idézi őket, de ők meg sem jelennek. Bebek Ferenc egy levelében így igazolja eljárását: „ő felsége, amit sokszor igért s fogadott, hogy az ellenséggel személyesen is szembe száll s az országot megszabadítja az invásiótól, nemcsak nem teljesítette, sőt nagyobb veszedelembe ejtette, mint valaha. Ha ő felsége Ígéreteivel nem kötelezte volna le az országot, saját erejével többet tehetett volna s boldogabb volna, mint most.”
Bebek Ferenc azonban Izabella királynéval sem egyezhetett. A szultán Izabella minden tiltakozása ellenére a királyfi gyámjává és az ország kormányzójává nevezte ki, amiért a királyné halálos ellenségévé lett. 1558-ban a két Kendyvel Bebek Ferencet is Fehérvárra hívatta, ahol parancsára augusztus 31-én éjjel, lakmározás közben, Balassa Menyhért rác és lengyel katonái lemészárolták őket. Ez a kegyetlenség sok főurat Ferdinánd pártjára riasztott. Itt találjuk már Bebek Györgyöt is, akit 1560-ban a törökök Balog mellett elfogtak és Konstantinápolyba vittek. Bebek György előbb már sokszor megverte a törököket; csak kevéssel előbb is egy török csapatot vert szét, mely Gömörben mindenütt tűzzel- vassal pusztított. így kegyelemre nemigen számíthatott. Öt év múlva mégis sikerült nehéz rabságából kiszabadulnia, hanem az erdélyi fejedelem pártjára kellett állania. Elpártolásáért Szendrő várát Svendi Lázár foglalta el*. Bebek, hogy ezt visszakapja, hűséget ígért a királynak, de hitelt nem adtak neki. Svendi Szádvárt is ostrom alá vette, melyet a bátor szívű Bebekné, Patóczy Zsófia védett oly vitézül, hogy a várat csak előnyös feltételek mellett adta fel. Bebek e sérelmekre azzal felelt, hogy Kővárt és Nagybányát foglalta el a királytól.
Bebek Ferenc és György a korukbeli pártoskodó, urat cserélgető főurak mintaképei. Bebek Ferenc a protestánsok üldözője volt, Fischer Andrást, Luther tanainak hirdetőjét Krasznahorka bástyáiról a mélységbe vettette. Rimaszombatot a Losonczyaktól elfoglalta, a nagytemplom harangját katonáival elvitette (1540-ben). Talán azokba az ágyúkba öntette őket, melyeket 1547-ben csináltatott, melyek még ma is ott ásítoznak Krasznahorka kapujában. Ezek az ágyúk még a közelmúlt szabadságharcunkban is híven szolgálták nemzeti ügyünket.
Amíg Bebek György az új tanoknak és hirdetőinek elkeseredett ellensége volt, addig fia, Bebek György inkább a reformáció híve. Csakhogy - mint róla mondják - nem annyira a meggyőződése vezette, mint inkább a saját érdeke. 1555-ben a gombaszögi pálos monostort fosztotta ki, melyet ősei alapítottak, s még atyja is gazdag ajándékokkal tüntetett ki, így csak 1553-ban is licei jószágát és szőllősardói szőlejét adományozta a gombaszögi jámbor szerzeteseknek.
Bebek György, a hatalmas Bebek család utolsó férfi sarja, 1567-ben halt meg. Nejétől, Patóczy Zsófiától, aki maga is részt vett férje küzdelmeiben, csak lányai maradtak. Ezek közül Zsuzsanna Báthory Istvánhoz ment férjhez. Másik lánya, a szép Bebek Judit, 1575 körül Balassi Bálintot, a híres költőt gyullasztotta szerelemre, aki egy szép költeményt is intézett hozzá.
A Bebek család három századig tartozott megyénk, sőt az egész ország leghatalmasabb főúri családai közé. Ezalatt megyei életünkben állandóan vezető szerepet játszottak. Ha akadtak is köztük erőszakos, pártoskodó várurak, mint az utolsó Bebek is, azért legtöbben az országnak oszlopos, fő emberei voltak, akik mint nádorok, országbírák, bánok, érsekek és egyéb zászlósurak, fiúról fiúra intézték az ország ügyeit. Megyei életünkben különösen mint főispánok visznek vezérszerepet. így 1447-ben, majd 1449-51-ig Bebek István, 1448-ban Bebek László, 1495- 98-ig Bebek János, 1527-56-ig Bebek Ferenc, 1557-67-ig Bebek György voltak Gömör megye főispánjai.
Az utolsó Bebek halála után Krasznahorkára és a Sajó-völgyi nagy uradalmakra a kincstár tette rá a kezét, noha a Csetnekiek, akik a Bebek törzsből eredtek, igényt tartottak arra. De nemsokára nekik is magvuk szakadt.
Ősi címerük, Bebek György tárnokmester 1371-i, a görgői templomban elhelyezett emlékkövéről: jobbra dőlt, háromszögű pajzsban lebegő kettős kereszt, tetejére illesztett hat tollal. Sisakdísz: koronás szűz növek- vőleg, szájával egy farkával befelé görbülő halat tart.

## Kiegészítések a családfával kapcsolatban[17]
A mellétei Barna családfának létezik egy olyan verziója is, hol Lőrincz Mester felesége, Chytnuki Margit is fel van tüntetve.
„Csetnek:
Csetnek, a hasonnevű völgyben fekvő nagyközség. Házainak száma 274, lakosaié 1535, a kik közül 824 magyar, 622 tót és csupán 28 német, holott a németek azelőtt túlsúlyban voltak. Vallásra nézve 912 ág. h. ev. és 528 róm. katholikus. E községet a pápai tizedszedők jegyzéke Chitnik néven említi. 1243-ban IV. Béla király Bebek Detrének és Fülöpnek adományozza. 1328-ban Róbert Károlytól hetivásárjogot nyer. 1421-ben az egri káptalan egyik kiadványában civitas-nak mondja; 1417-ben, a mikor a királytól országos vásárjogot nyer, már oppidum. Ez időben neve: Chytnuk, Chytnek vagy Chytnyk. Bebek atyafiság révén, e család egyik ága, a Csetnekiek lettek az urai. Erős vára a Bebekek alatt épült s bástyáit hozzáférhetetlen mocsarak vették körül.”
Tehát Chytnuki Margit -> Csetneki Margit volt. Csetnekkel kapcsolatban két család név merül fel ebből az időszakból, a Bebek és a Csetneki. A forrásokból ráadásul azt is megtudhatjuk, hogy ez a két család közös ágból ered, még címerük is azonos.
Most azt kellett megkeresni, hogy Margit melyik családfán szerepel. Sajnos a legkorábbi családfákon a nőket nem mindig tüntették fel, hiszen ott a család neve megszakadt. Margis neve pedig sem a Bebek, Sem a Csetneki családfán nem szerepelt.
Viszont a Mellétei Barna források a segítségemre siettek:
A „perdöntő bizonyíték” pedig ez volt:
„1353-ban Lőrincz mester néhai Barna Miklós kir. udvarnok fia, neje Margit néhai Chytneki Domokos leánya részéről testvér sógora Chytneki György comessel minden pereire nézve végképen kiegyezik *. 91Ezen házasság által növekedett a Barna család tekintélye és a ma is birt Ivánkai pusztában kapott részszel birtoka.”
A szövegből kiderül, hogy Margit apját Domoskosnak hívták és Margitnak van egy magas tisztséget betöltő (comes) testvére, akit Györgynek hívtak.
Domokos és fia György viszont már szerepel a Bebek családfán:
A Mellétei Barna család családfája és iratai segítségével viszont kétséget kizárólag bizonyítható, hogy Margit, György testvére és Domokos lánya volt.

## Ákos nembéli Máté felmenői (Horváth György kutatása alapján)
Szilassy genealógia címlapjai, a kivonatolók és Kondtól Bubek Mátéig családfa.
Horváth György 1984-ben találta meg ezt a Szilassy genealógiát az Országos Levéltár mikrofilmjén, mely 84 oldalon tárgyalja a családjukat Árpád fejedelem alvezére és fő Harkászától Kond vezértől. Kond, Álmos fejedelem követe s valószínűleg unokája volt 889-ben Szvatopluk Morva fejedelemnél az országba való költözés előtt.
Ebben az 1000 évet felölelő szinte hihetetlen Szilassy genealógiában szerepelnek a Bebek család ősei, mint Bubek nevű személyek Máté de Bubek, akinek apja Pál 1140-1209 gömöri főispán. Pál neje András lánya Maria de genus Kaplyon volt. Pál nagyapjának testvére Orbán de Bubek s Dombó 1126-1149, aki magtalansága miatt testvére unokájára e Pálra hagyta birtokait II. Géza király jóváhagyásával. Azért gondolt Orbán erre, mivel testvérét Istvánt és gyermekeit, Miklóst és Moinátot Boris gróf hívőket „hűtlenségük” miatt felkoncolták 1132-ben Aradon. Hogy, ki volt ez a Borisz? Borisz gróf Könyves Kálmán 2. nejétől származott, ám el nem ismert fiaként trónkövetelő volt, 1131-ben meg is koronázták. De vak Béla azt kérdezte az ellene vívott harcostársaitól „fattyúnak tartjátok e a trónkövetelőt”, a habozókat, zúgolódókat eltette láb alól. Ez történhetett. Lásd részletesebben:
Máté testvére Imre de Bubek és fia Demeter de Bubek.
Az újkorban (1902) tanulmánynak nevezték ezt Szilassy családról szóló másolatot, mely egy nagyon részletes családfa és leszármazási ismertető, melynek szerzője egy ismeretlen személy Pelsőczről 1816-ból. Gyanítom, hogy a Gömör megyei levéltárban készülhetett.
Forrásul az eredeti iratok 168 pergamenre írt bőrlapokról szólnak amit a családtagok vezettek Továbbá. Álmos vezértől való származás Petrus Bella Fejérvári prépostól származik 1135-ből a Turc. Magrum Historia könyvből, és János mester Pozsonyi prépost által írt Szent Históriából 1244-ből. Továbbá Tivadarus Rummi Fejérvári prépost által 1290 évben a Historia könyv folytatásaként. Végül Szilassy Vince váci püspök összeállítótól, aki 1455-1475 között rendezte az irományokat.

## A család ismert tagjai

### Pelsőci Bebekek
- Bebek Domokos (ágalapító) (†1330 előtt) a Bebek család pelsőci ágának megalapítója
- Bebek István (országbíró) (1330 előtt – 1369), Bebek Domokosnak, a pelsőci ág alapítójának legidősebb fia
- Bebek Domokos (püspök) (†1374. október 31.) Bebek Domokosnak, a pelsőci ág alapítójának fia
- Bebek Miklós (kalocsai érsek) (1336–1400) Bebek Domokosnak, a pelsőci ág alapítójának legkisebb fia
- Bebek Margit (Chytneki) Bebek Domokosnak, a pelsőci ág alapítójának lánya, Mellétei Barna Lőrinc mester felesége (házasság 1353)
- Bebek Ferenc (macsói bán) macsói bán (1397–1401), Bebek István országbíró fia
- Bebek (III.) Ferenc felső-magyarországi főkapitány
- Bebek László (ispán) (†1403/1404), Bebek István országbíró fia[20]
- Bebek László (†1441[21]) abaúji ispán (1390), királynéi tárnokmester (sírköve a királyénak mondja). Bebek István országbíró fia[22]
- Bebek János (†1423) (közönségesen Pelsőci Nagy János) lovászmester (1399–1403), tárnokmester (1410–1417), Bebek László királynéi tárnokmester fia
- Bebek Imre (erdélyi vajda) erdélyi vajda (1446–1448), Bebek László királynéi tárnokmester fia
- Bebek György
- Bebek János, György fia
- Bebek Imre (nagyprépost) Izabella híve, János fia, György unokája, Bebek Ferenc (erdélyi vajda) testvére, pap létére megnősült, de maradt nagyprépost[23]
- Bebek Ferenc (erdélyi vajda) (†1556)[24]
- Bebek György (főkapitány) (†1567 Bebek Ferenc (erdélyi vajda) fia, vele kihalt a Bebek család.

#### A pelsőci Bebekek vámosi ága
- Bebek György (1330–1389) királynéi tárnokmester, Bebek Domokosnak, a pelsőci ág alapítójának fia
- Bebek Detre (14. század közepe – 1404 után) nádor, Bebek György királynéi tárnokmester fia
- Bebek Imre (országbíró) (†1395) országbíró, erdélyi vajda, horvát–dalmát bán, szlavón bán, Bebek György királynéi tárnokmester fia
- Bebek Miklós (királynéi tárnokmester), Bebek Detre nádor fia[20]
- Bebek Imre (vránai perjel) (†1405. november 28. után), Bebek Detre nádor fia
- Bebek Péter székely ispán (1423–1426), Bebek Detre nádor fia
- Bebek András lovászmester, Bebek Imre (országbíró) fia